# Carl Magnus Rising
Carl Magnus Rising, född 1733, död 19 juli 1794 i Stockholm, var en svensk målare.
Rising gick i lära för konterfejmålaren Carl Fredrik Swahn i Stockholm 1755 och var under perioden 1765–1779 nämnd som verksam miniatyrmålare i Stockholm. Han målade altartavlan Kristus i Getsemane för Sundborns kyrka i Dalarna 1776 målningen flyttade senare till en annan plats i kyrkan. Rising finns representerad i den Wikanderska samlingen vid Nationalmuseum i Stockholm.
Han gifte sig 1760 med Anna Upström, dotter till tapetmakaren Jonas Upström.